# Antoine Duprat

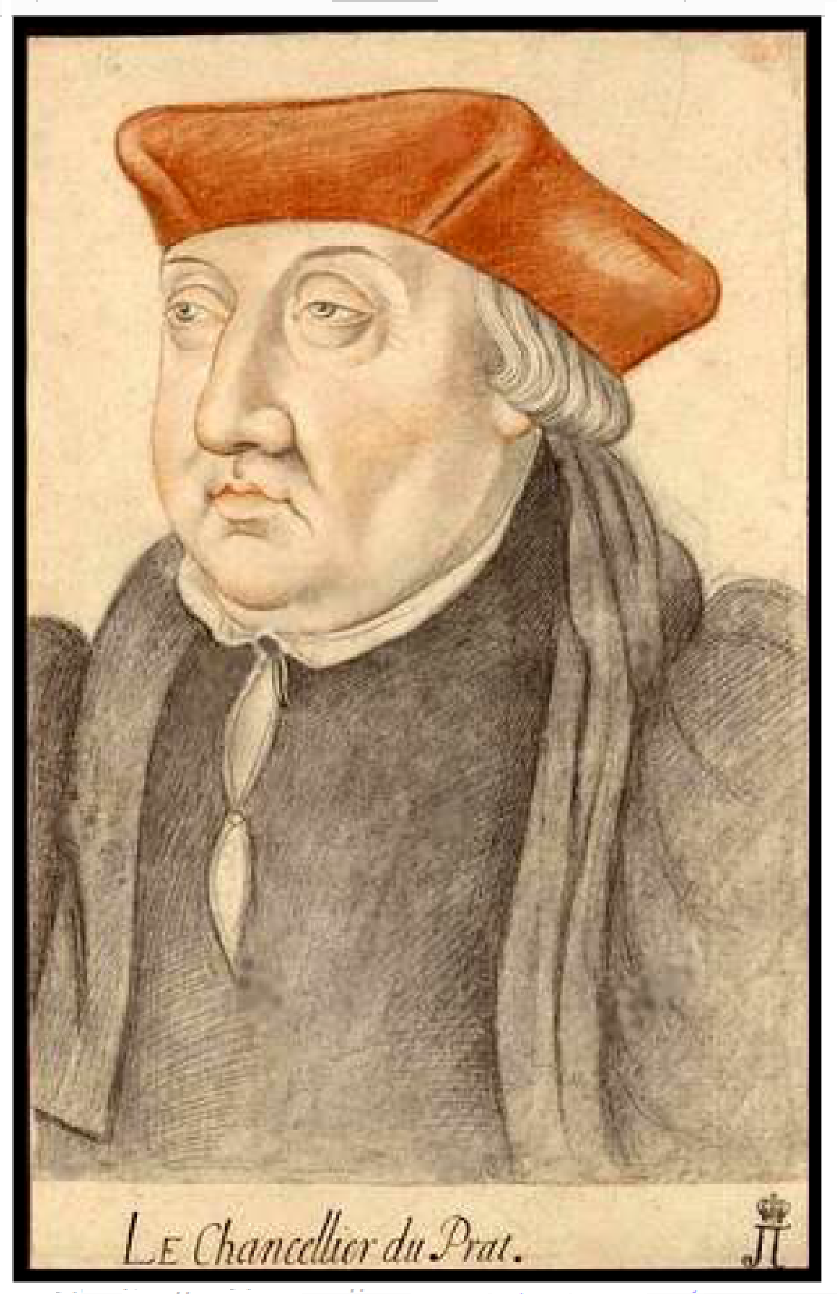
Kardinal Antoine Duprat (ca. 1530)

Antoine Duprat, auch Antoine du Prat (* 17. Januar 1463 in Issoire; † 9. Juli 1535 auf Château de Nantouillet bei Meaux) war ein französischer Kardinal und Kanzler von Frankreich.

## Leben

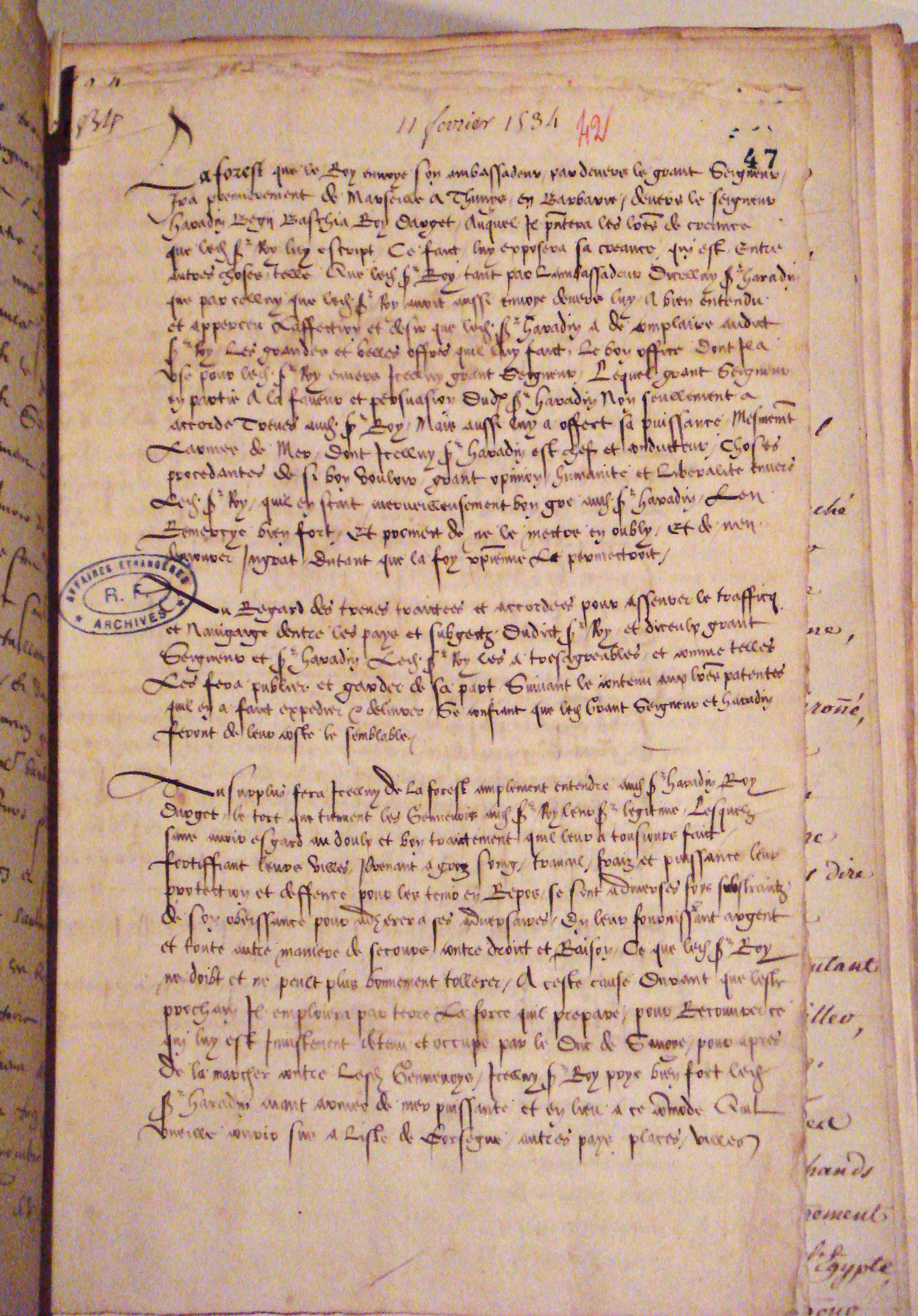
Kopie der militärischen Instruktionen von Kanzler Antoine Duprat an Jean de La Forêt, französischer Botschafter im Osmanischen Reich, 11. Februar 1535.

Duprat war der älteste Sohn des Antoine II. Duprat, Herr auf Veyrières, und dessen erster Gemahlin Jacqueline Bohier. Seine Halbbrüder waren Thomas Duprat, später Bischof von Clermont, sowie Claude Duprat, Abt von Mozac bei Riom und Bischof von Mende.
Er war Erster Präsident des Parlements von Paris, als die Herzogin von Angoulême ihm 1507 die Erziehung ihres Sohns, des späteren Königs Franz I., übertrug. Nach dessen Thronbesteigung 1515 zum Kanzler ernannt, schloss er 1516 das Konkordat von Bologna mit Papst Leo X. ab, das die gallikanischen Freiheiten opferte und den Klerus der Willkür des Königs auslieferte. Der Hass gegen Duprat wurde durch die hohen Steuern, die er, um die Kriegskosten zu decken, der Kirche auferlegte, gesteigert. Dennoch behielt er die Gunst des Königs und seiner Mutter, die während dessen Gefangenschaft 1525 bis 1526 Regentin war. Da er nach dem Tod seiner Gattin (19. August 1507) in den geistlichen Stand eingetreten war und 1517 die Priesterweihe empfangen hatte, wurde er 1525 Erzbischof von Sens. Papst Clemens VII. erhob ihn am 21. November 1527 zum Kardinal. Im April 1528 wurde er als Kardinalpriester der Titelkirche Sant’Anastasia installiert. Er veranlasste die strengen Strafedikte gegen die Anhänger der Reformation in Frankreich. Er instruierte die Sorbonne und das Parlament die Schriften der protestantischen Autoren auszusondern. Zudem berief er 1528 eine Synode von Paris ein, um den neuen Glauben zu diskutieren. Er wählte Josse van Clichtove (1472/73–1543) – einen flämischen Humanisten, Priester und Theologen – der Bibliothekar der Sorbonne und bekannter Gegner Luthers war, um die Gegenargumente zusammenzutragen. Clichthove publizierte sie in: Compendium veritatum ad fidem pertinentium contra erroneas Lutheranorum assertiones... (Paris 1529).
1534 „bewarb“ er sich um die Wahl zum Papst, aber ohne Erfolg. Er erhielt 1528 neben seinem Erzbistum zusätzlich das Bistum Albi und 1534 auch die Diözese Meaux zur Administration.
Sein Sohn war Guillaume Duprat, Bischof von Clermont.
Er wurde in der Kathedrale von Sens beigesetzt.